# Hamdi Salihi
Hamdi Salihi (Skadar, Albanija, 19. siječnja 1984.) je albanski bivši nogometni reprezentativac te umirovljeni igrač koji je igrao na poziciji napadača. Poznat je pod nadimkom Bombarder.

## Karijera

### Klupska karijera

#### KS Vllaznia Shkodër
Salihi je profesionalnu karijeru započeo 2002. u lokalnom klubu KS Vllaznia Shkodër te je nakon dvije impresivne sezone u albanskom prvenstvu otišao u grčki Panionios.

#### Panionios
2004. Hamdi Salihi prelazi u atenski klub Panionios. Tada mladi albanski napadač uspio je odigrati svega 6 utakmica za klub, uglavnom kao zamjena u posljednjih nekoliko minuta utakmice. Nakon neuspješne sezone u Grčkoj, igrač se vraća u Albaniju.

#### SK Tirana
Početkom sezone 2005./06., Salihi se vratio u Albaniju gdje je nastupao za SK Tiranu. To je za igrača bila veoma uspješna sezona, jer je s klubom osvojio albanski Kup te Zlatnu kopačku kao najbolji strijelac lige. Nakon te sezone, Salihi je za SK Tiranu odigrao je još polovicu sljedeće sezone, prije nego što je napustio momčad i otišao u austrijski SV Ried.
Tokom igranja za Tiranu, Salihi je postao svjetski poznat igrač zahvaljujući svojim napadačkim sposobnostima. Međunarodna organizacija za nogometnu povijest i statistiku (IFFHS) stavila ga je na 8. mjesto na ljestvici najuspješnijih prvenstvenih strijelaca za 2006. godinu. Igrač je te sezone postigao 27 pogodaka u 32 prvenstvena nastupa.

#### SV Ried
U siječnju 2007., tokom zimskog prijelaznog roka, Salihi prelazi u austrijski SV Ried. U ljetnom dijelu ostatka sezone, igrač je postigao 6 pogodaka za klub te time pridonio da klub postane austrijski vice-prvak.
U kvalifikacijama za Kup UEFA protiv azerbajdžanskog Neftchija, Salihi je postigao dva pogotka te se zahvaljujući njemu, SV Ried plasirao u sljedeći krug kvalifikacija.
U sezoni 2007./08. Salihi je postigao 12 prvenstvenih pogodaka te je time zauzeo 4. mjesto top strijelaca austrijskog prvenstva zajedno s Carstenom Janckerom, igračem SV Mattersburga. Međutim klub je prvenstvo završio na 7. mjestu.
U sezoni 2008./09. Salihi je poboljšao prosjek te postigao 14 prvenstvenih pogodaka. Budući da je Ried te sezone postigao 56 pogodaka, Salihi je zabio jednu četvrtinu svih prvenstvenih pogodaka kluba. SV Ried je te sezone završio na 5. mjestu.

#### Rapid Beč
31. kolovoza 2009. Salihi potpisuje trogodišnji ugovor za Rapid Beč. U svojoj prvoj utakmici za Rapid, protiv Salzburga, Hamdi Salihi je ušao u igru na početku drugog poluvremena. U 83. minuti susreta postigao svoj prvi pogodak za klub. Time je ostvaren konačni rezultat od 2:2 a Salihi je "spasio" svoj klub od poraza.
Do kraja sezone, Salihi je postigao 17 pogodaka za klub te postao 5. strijelac prvenstva. Rapid Beč je sezonu završio na 3. mjestu, s tri boda manje od prvaka Salzburga i dva boda manje od Austrije Beč. Također, klub se kvalificirao u Europsku ligu za sezonu 2010./11.

#### DC United
2. veljače 2012. igrač potpisuje za američku MLS momčad DC United.

### Reprezentativna karijera
Hamdi Salihi je prvi reprezentativni pogodak postigao u prijateljskoj utakmici protiv Malte, odigranoj 23. kolovoza 2007. U igru je ušao u 22. minuti umjesto ozlijeđenog Erjona Bogdanija te je nakon 12 minuta provedenih u igri, iskoristio pogrešku malteškog vratara i postigao gol. Također, igrač je postigao važan gol za vodstvo od 3:2 u prijateljskoj utakmici B momčadi Albanije i AC Milana. Triler utakmica završena je rezultatom 3:3.
Drugi pogodak za Albaniju u međunarodnim utakmicama, Salihi je postigao u kvalifikacijskoj utakmici za Mundijal u Južnoj Africi 2010. protiv Švedske u Stockholmu. Albanija je tu utakmicu izgubila s visokih 4:1.
Salihi je dosad nastupio 50 puta za nacionalnu momčad, većinom kao zamjena. Mnogi albanski navijači smatraju da se igraču rijetko daje prilika u reprezentaciji te zbog toga ne može prikazati svoju napadačku učinkovitost.

## Vanjske poveznice
- Statistika igrača na UEFA.com
- Footballdatabase.eu
- National-football-teams.com